# Etosaures
Els etosaures (Aetosauria, gr. 'llangardaixos àguila') constitueixen un clade extint d'arcosaures herbívors fortament cuirassats i de mida mitjana que visqueren en el Triàsic superior. Actualment es reconeixen dues subdivisions d'etosaures, els desmatosucs (Desmatosuchinae) i els etosaurins (Aetosaurinae), que se separen segons diferències en la morfologia dels escuts ossis.